# Mario Gibanel
Mario Gibanel Raluy (Binéfar, Huesca, España, 27 de agosto de 1975) es un exfutbolista español, que se desempeñaba en la posición de mediocentro.

## Trayectoria

### Como entrenador
En la temporada 2015-16 fue segundo entrenador del Lleida Esportiu en la Segunda División B de España con Imanol Idiakez. En junio de 2018 fichó como segundo entrenador del Real Zaragoza acompañando al vasco en su equipo técnico. El 21 de octubre el Real Zaragoza cesa al cuerpo técnico del que era parte. También entrenó al equipo chipriota AEK Larnaca. Como segundo entrenador
En el verano de 2022 empezó su andura en el Leganés como segundo entrenador siendo nuevamente la mano derecha de idiakez

## Clubes

### Como jugador
| Club                   | País   | Año       |
| ---------------------- | ------ | --------- |
| C. D. Binéfar          | España | 1991-1992 |
| Real Zaragoza "B"      | España | 1994-1995 |
| R. C. D. Espanyol "B"  | España | 1995      |
| S. D. Huesca           | España | 1996      |
| R. C. D. Espanyol "B"  | España | 1996-1997 |
| R. C. D. Mallorca "B"  | España | 1997-1998 |
| Levante U. D.          | España | 1998-1999 |
| Terrasa F. C.          | España | 2000-2004 |
| C. F. Ciudad de Murcia | España | 2004-2007 |
| Granada 74 C. F.       | España | 2007-2008 |
| Gimnàstic de Tarragona | España | 2008-2009 |
| U. D. Logroñés         | España | 2009-2011 |
| C. D. Binéfar          | España | 2011-2012 |
| U. D. Sanse            | España | 2012-2014 |
| C. D. Binéfar          | España | 2014-2015 |